# Thinouia myriantha
Thinouia myriantha là một loài thực vật có hoa trong họ Bồ hòn. Loài này được Triana & Planch. miêu tả khoa học đầu tiên năm 1862.